# Joinville-le-Pont
Joinville-le-Pont är en kommun i departementet Val-de-Marne i regionen Île-de-France i norra Frankrike. Kommunen ligger i kantonen Joinville-le-Pont som tillhör arrondissementet Nogent-sur-Marne. År 2022 hade Joinville-le-Pont 20 784 invånare.

## Befolkningsutveckling
Antalet invånare i kommunen Joinville-le-Pont
| Referens: INSEE |